# Tepalo
Nel fiore delle Angiosperme si ricorre al nome di tepali per indicare antofilli non distinguibili in sepali e petali. L'insieme dei tepali prende il nome di perigonio, un tipo di perianzio nel quale, per l'appunto, i sepali e i petali non sono distinti.

## Tipologie

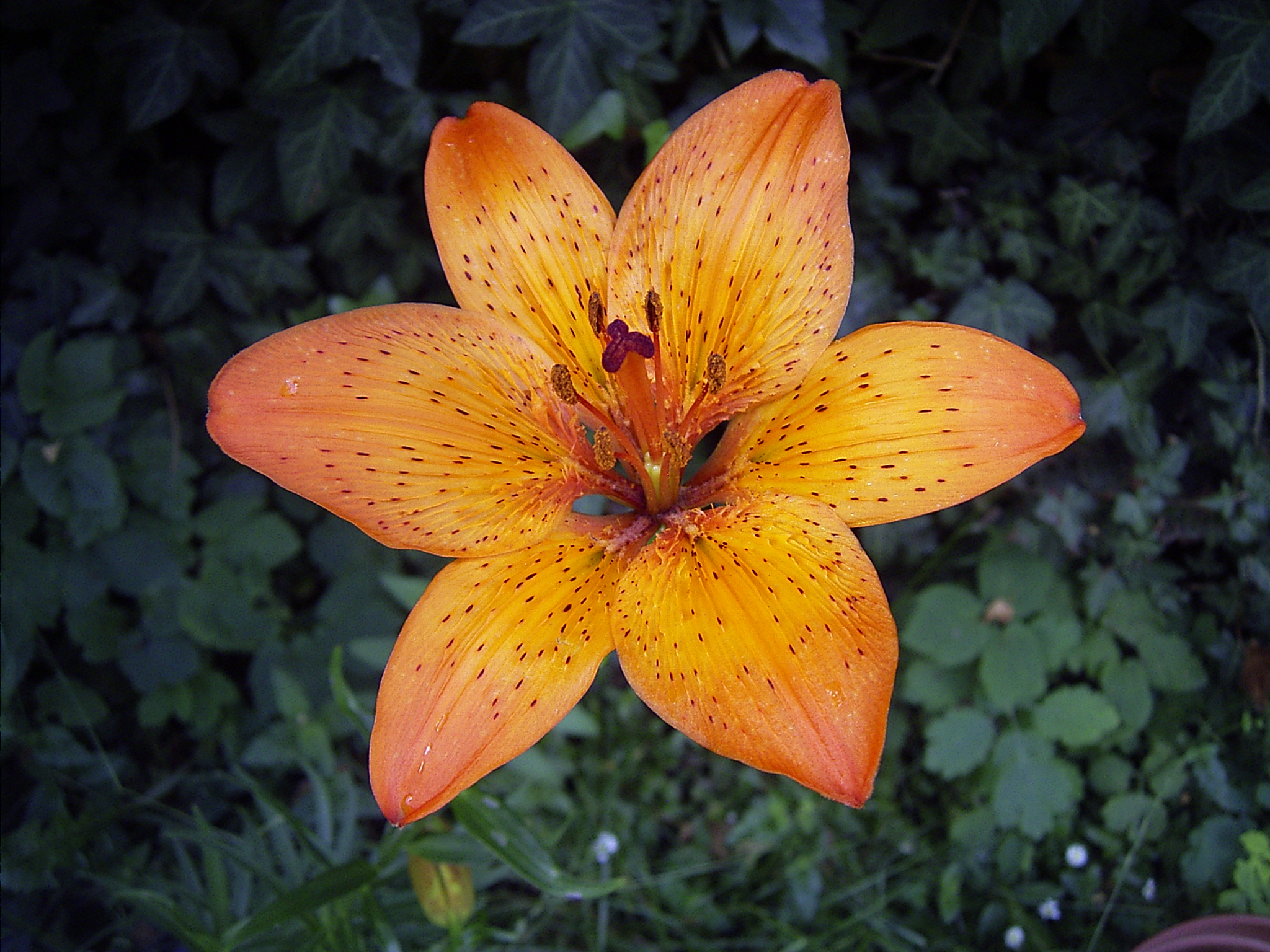
Tepali colorati (petaloidei) in Lilium bulbiferum L.

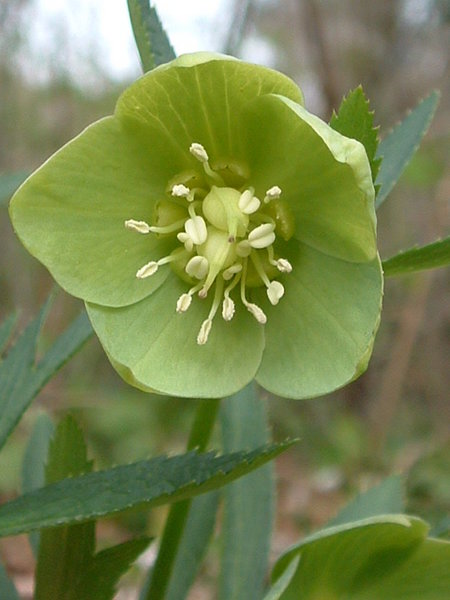
Tepali verdastri (sepaloidei) in Helleborus viridis L.

I tepali possono essere indicati come petaloidei nel caso in cui siano colorati ed assomiglino quindi ai petali, o sepaloidei nel caso siano verdastri ed assomiglino ai sepali.

## Diffusione
La presenza di tepali è comune nelle Monocotiledoni (es. tulipani, gigli…).
Il fiore del giglio offre un caso evidente in cui non è possibile individuare, almeno ad una prima occhiata, la presenza dei sepali, poiché i tre antofilli che formano il calice e i tre che formano la corolla hanno il medesimo aspetto di petali. In realtà, anche in questo fiore sono anatomicamente distinguibili un verticillo inferiore formato da tre sepali ed uno superiore formato da tre veri petali; tuttavia si preferisce chiamare tutti e sei gli antofilli col nome di tepali, enfatizzandone così la somiglianza morfologica e funzionale.